# Ljubljanski vrh
Ljubljanski vrh je 819 m visok hrib, ki se nahaja južno od Vrhnike. Na njegovem vrhu se nahaja vojaški radar dolgega dosega, zaradi česar je vrh hriba zaprt za javnost.

## Zgodovina
Zgodovina hriba sega v antiko, ko je bil pod njegovim vznožjem zgrajen rimski limes, ki je barbarom iz vzhoda zapiral pot v Rimski imperij oz. današnjo Italijo. Njegove ostanke je še danes možno videti v okolici Štampetovega mostu. Sredi 19. stoletja so okoli severnega pobočja hriba zgradili južno železnico Dunaj–Maribor–Ljubljana–Trst. Železnica je pobočje hriba zapustila z znamenitim Štampetovim mostom, ki je bil manjša različica Borovniškega viadukta. Po 1. svetovni vojni in nastanku rapalske meje je jugoslovanska kraljeva vojska v okolici hriba in pod njegovim zahodnim vznožjem postavila številne ovire in bunkerje, ki bi morebitnemu napadalcu z zahoda zapirale pot na Vrhniko in naprej v Ljubljansko kotlino. Bunkerje je mogoče videti še danes, nahajajo se med pobočjem Ljubljanskega vrha in avtocesto. Čeprav sam vrh ni bil utrjen z bunkerji, je predstavljal odlično topniško opazovalnico, saj je pogled s hriba segal daleč za jugoslovansko-italijansko mejo, ki je bila takrat pri Logatcu. Bunkerji, zgrajeni med 2. svetovno vojno niso odigrali nobene vloge, saj jih je jugoslovanska vojska zapustila brez boja. Med vojno je pomembno vlogo igral Štampetov most, ki je bil del strateško pomembne proge Maribor–Ljubljana–Trst, in je bil zaradi tega glavna tarča partizanov, ki so ga do konca vojne porušili kar trikrat. Leta 1972 je bila v dolini med Ljubljanskim vrhom in Raskovcem zgrajena prva slovenska štiripasovna avtocesta Vrhnika–Postojna. 
Jugoslovanska ljudska armada je sredi 70. let dvajsetega stoletja zaradi izredno dobre geografske lege in bližine vojašnic na Vrhniki in Logatcu na vrhu hriba postavila radarski položaj, ki je zagotavljal radarsko sliko protiletalskim enotam v Sloveniji. Od takrat naprej je vrh hriba zaprt za javnost. Na hribu je do leta 1991 deloval radar dolgega dosega Marconi S-600. Teritorialna obramba je med osamosvojitveno vojno z minometnim obstreljevanjem poskušala posadko objekta prisiliti k vdaji in tako zasesti radarski položaj. Obstreljevanje ni imelo učinka, zato je objekt ostal pod nadzorom JLA vse do njenega umika oktobra 1991. Objekt je bil zapuščen v slabem stanju. TO se je odločila, da bo objekt uporabljala še naprej, zato ga je obnovila. Od leta 1992 do 2011 je na Ljubljanskem vrhu deloval radar dolgega dosega Westinghouse AN/TPS-70, ki ga je zaradi dotrajanosti Slovenska vojska leta 2011 nadomestila z novim radarjem TRS Ground Master 403, ki ima doseg 450 km.

## Poti
Na Ljubljanski vrh ne vodi nobena označena pot, kljub temu pa obstajajo gozdne ceste in poti, ki omogočajo vzpon do varovanega območja. Vzpon na sam vrh ni mogoč, saj se ta nahaja na vojaškem območju, ki je ograjeno in varovano.
Poti:
- Verd – Ljubljanski vrh (po cesti, enostavna pot)
- Borovnica – Pokojišče – Ljubljanski vrh (po cesti, enostavna pot)
- Štampetov most – Velika Drnovica – Ljubljanski vrh (gozdna pot, zahtevna pot)
- Logatec – Planinsko zavetišče Dolgi Tali – Ljubljanski vrh (gozdna cesta, zahtevna pot)